# نظير زيتون
نظير زيتون (1896 - 1967) هو أديب سوري مهجري قضى معظم حياته في البرازيل وأحد مؤسسي العصبة الأندلسية وهي رابطة أدبية عربية في البرازيل.

## النشأة والمسيرة
ولد نظير عيسى زيتون في حمص بسوريا. درس التعليم الابتدائي في حمص ثم في الكلية الأرثوذكسية ثم في الكلية الإنجيلية أين أتقن العربية والإنجليزية والبعض من الفرنسية وتعلم الخطابة أيضا وأثر كثيرا في تكوينه يوسف شاهين. هاجر إلى البرازيل في 1914 وعمل بائعا متجولا ثم ترك التجارة وأصبح كاتبا تجاريا واختار بعد ذلك الصحافة حيث عينه رشيد عطية رئيس تحرير جريدته اليومية «فتى لبنان» التي استمرت من 1926 إلى 1942. كان من مؤسسي العصبة الاندلسية في 1933 وشارك في تحرير مجلتها بنفس الاسم. وشارك في تأسيس «مجمع الثقافة العربية في البرازيل» وكان عضوا في كل من «المجمع العلمي العربي في دمشق» و«المجلس الأعلى لرعاية الآداب والفنون بدمشق» وكان عضوا مراسلا لمجمع اللغة العربية بالقاهرة. عاد إلى سوريا في 1950.

## أعماله
- ذنوب الآباء، (رواية اجتماعية)
- رسالة في استقلال البرازيل والإمبراطورية الأولى، (أطروحة تاريخية)
- سقوط الإمبراطورية الروسية
- الشعلة، (مجموعة خطب ألقاها في البرازيل)
- فقيد اللغة العربية والصحافة المهجرية القومية الشيخ رشيد عطية
- هيرودوس الكبير، (دراسة لعصر المسيح)
- يسوع المصلوب
- روسية في موكب التاريخ (في جزأين في قرابة 800 صفحة)
- رشيد عطية: حرف عربي من لبنان في المهجر
- الشهيدان: الزهراوي وسلوم
- في ذروة الوطنية والإنسانية
- انهيار إمبراطورية وولادة أمة
- أحاديث مع المغتربين في العالم الجديد، (غير منشورة)
- عناصر الأدب العربي في البرازيل، (غير منشورة)
- الشاعر القروي في سباته وسجعاته، (غير منشورة)
- النبي الأبيض، (ترجمة لأحد روايات هول كابن)
- مركيزة سنطوس، ترجمة لأحد كتب المؤرخ البرازيلي باولو سيتو بال)
- الراهب سرجيوس، (ترجمة عن تولستوي)
- أرلندة المناضلة
- فلسطين العربية
- اعتراف ابن الشعب» لمكسيم غوركي.

## التكريم والجوائز
- وسام الاستحقاق السوري من الدرجة الأولى، 1950
- وسام الأرز من درجة فارس، لبنان
- وسام المعارف المذهب من الدرجة الأولى، لبنان
- وسام روى برموزا، البرازيل
- سُمي شارع بإسمه في حمص «شارع نظير زيتون»
- سُميت مدرسة بإسمه في سوريا «مدرسة نظير زيتون»

## وصلات خارجية
- نظير زيتون في (معجم البابطين لشعراء العربية في القرنين التاسع عشر والعشرين)

## بيبليوغرافيا
- نظير زيتون: الإنسان، عدنان الداعوق، منشورات وزارة الثقافة والسياحة والإرشاد القومي